# Chavães
Chavães es una freguesia portuguesa del concelho de Tabuaço, con 9,94 km² de superficie y 372 habitantes (2001). Su densidad de población es de 37,4 hab/km².